# Seznam rektorů Vysokého učení technického v Brně

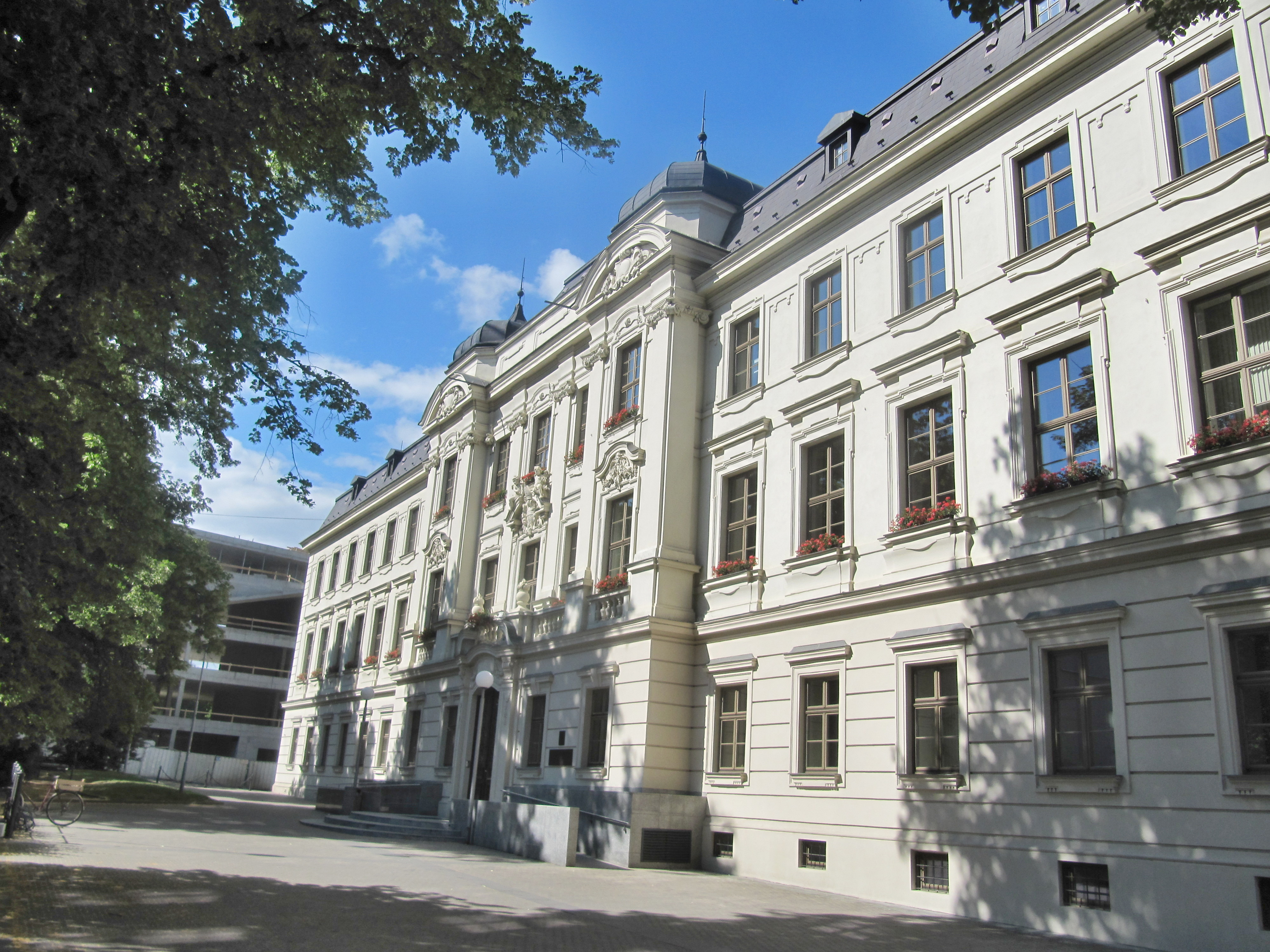
Sídlo rektorátu Vysokého učení technického v Brně

Toto je chronologický seznam rektorů Vysokého učení technického v Brně, které bylo založeno v roce 1899.

## Seznam rektorů
1. Karel Zahradník (1899–1901)
2. Václav Řehořovský (1901–1902)
3. Michal Ursíny (1902–1903)
4. Antonín Sucharda (1903–1904)
5. Josef Bertl (1904–1905)
6. Zdeněk Elger z Elgenfeldu (1905–1906)
7. František Hasa (1906–1907)
8. Leopold Grimm (1907–1908)
9. Josef Líčka (1908–1909)
10. Jan Zvoníček (1909–1910)
11. Vladimír Novák (1910–1911)
12. Karel Vandas (1911–1912)
13. Josef Sumec (1912–1913)
14. Antonín Smrček (1913–1914)
15. Adolf Štys (1914–1915)
16. Karel Hugo Kepka (1915–1917)
17. Vladimír List (1917–1918)
18. Karel Ryska (1918–1919)
19. Vincenc Hlavinka (1919–1920)
20. Jiří Baborovský (1920–1921)
21. Vladimír Novák (1921–1922)
22. Josef Zvoníček (1922–1923)
23. Jiří Baborovský (1923–1924)
24. Michal Ursíny (1924–1925)
25. Bohumil Vlček (1925–1926)
26. Jan Albert Novák (1926–1927)
27. Karel František Šimek (1927–1928)
28. Jan Caha (1928–1929)
29. František Píšek (1929–1930)
30. František Ducháček (1930–1931)
31. Vítězslav Veselý (1931)
32. Vladimír Fischer (1931–1932)
33. Josef Rieger (1932–1933)
34. Karel Čupr (1933–1935)
35. Rudolf Vondráček (1935–1936)
36. Ota Veletovský (1936–1937)
37. Václav Bubeník (1937–1938)
38. Otakar Kallauner (1938–1939)
39. Jaroslav Syřiště (1939–1940)
40. Vítězslav Veselý (1945)
41. Jaroslav Syřiště (1945–1946)
42. Josef Kožoušek (1946–1947)
43. Václav Kubelka (1947–1948)
44. Jiří Kroha (1948–1950)
45. František Perna (1950–1951)
46. Vojtěch Mencl (1951–1953)
47. Josef Vaverka (1953–1955)
48. Vilibald Bezdíček (1955–1958)
49. Vladimír Meduna (1958–1968)
50. Vilibald Bezdíček (1968–1969)
51. Vladislav Osina (1969–1970)
52. Vladimír Meduna (1970–1976)
53. František Kouřil (1976–1985)
54. František Pail (1985 – 31. ledna 1990)[3]
55. Arnošt Hönig (1. února 1990 – 31. ledna 1991)[3]
56. Emanuel Ondráček (1. února 1991 – 31. ledna 1994)[3]
57. Petr Vavřín (1. února 1994 – 31. ledna 2000)[3]
58. Jan Vrbka (1. února 2000 – 31. ledna 2006)[3]
59. Karel Rais (1. února 2006 – 31. ledna 2014)[3]
60. Petr Štěpánek (1. února 2014 – 31. ledna 2022)[3]
61. Ladislav Janíček (od 1. února 2022)[3]